# Hugo Blanco
Hugo Blanco Galdos (Cusco, 15 de novembro de 1934 – 25 de junho de 2023) foi um político peruano e líder da Confederação Camponesa do Peru. Trotskista, dirigiu importante revolta camponesa durante a primeira presidência de Fernando Belaúnde Terry. Foi o diretor do jornal Lucha Indígena (Cusco).

## Biografia e carreira política
Nasceu em Cusco em 15 de novembro de 1934, onde viveu e estudou. Em 1954 viajou a Buenos Aires para estudar. Nesta cidade conheceu o movimento trotskista e participou de suas primeiras experiências sindicais. De volta ao Peru se integrou ao Partido Obrero Revolucionario (POR) em Lima e participou de importante manifestação de protesto contra o então vice-presidente dos Estados Unidos, Richard Nixon, em 1958.
Em Cusco, Blanco se integrou a Federación Departamental de Cuzco como delegado do Sindicato Único de Vendedores de Periódicos (jornal), e depois ao Sindicato de Campesinos (camponeses) de Chaupimayo. Foi eleito presidente da Federación Provincial de la Convención, em abril de 1962, quando o movimento camponês começou a incluir em suas ações a invasão de grandes fazendas.
Foi membro da Câmera dos Deputados de 1980 a 1985 e do Senado de 1990 a 1992. Morreu em 25 de junho de 2023, aos 88 anos.